# ビー・エッチ・シー
ビー・エッチ・シー（BHCとも、以下BHCと記述する）は京都府京都市南区にある連鎖販売取引（マルチ商法）企業である。トルマリン加工製品や、いわゆる健康食品などを商材としている。

## 略歴
- 2001年5月 株式会社ビー・エッチ・シー設立。[1]
- 2008年8月 フレンドシップ事業部による連鎖販売取引を開始[1]

## 商品
トルマリンの微粉末を練り込んだ繊維を使用した寝具、衣料
や、いわゆる健康食品などを取り扱っている。

## 販売方法
BHCでは販売方法として連鎖販売取引を採用している。発酵飲料の発売に伴い、「より分かりやすく、魅力的なコミッションボーナス制度に改定しましたので、新規の会員様が作りやすくなります。」としている。